# Skrzeszew (stacja kolejowa)
Skrzeszew – zlikwidowana stacja kolejowa w Skrzeszewie, w gminie Wieliszew, w powiecie legionowskim w województwie mazowieckim, w Polsce. Położona na linii kolejowej z Łajsk (obecnie Legionowo Piaski) do Nasielska. Linia ta została ukończona w lutym 1939 roku. Linia ta została rozebrana we wrześniu 1939 roku.